# تونس في ألعاب البحر الأبيض المتوسط 2018
شاركت تونس في ألعاب البحر الأبيض المتوسط 2018 المنظمة في طراغونة (إسبانيا) بين 22 يونيو و1 يوليو 2018.

هذه هي المشاركة السادسة عشر لها في ألعاب البحر الأبيض المتوسط، ويمثلها فيها 146 رياضيا في 24 رياضة.

أنهت تونس هذه الدورة بما مجموعه 32 ميدالية موزعة على 6 ذهبية و13 فضية و13 برونزية، محرزة بذلك المركز العاشر في جدول الميداليات، وتعتبر هذه الدورة أسوأ مشاركة لها منذ دورة 1997.(من جملة 26)

## الميداليات
| الرياضة                  | الفائز                  | الفئة                                  | التاريخ           |
| ميداليات ذهبية: 6        | ميداليات ذهبية: 6       | ميداليات ذهبية: 6                      | ميداليات ذهبية: 6 |
| ------------------------ | ----------------------- | -------------------------------------- | ----------------- |
| مبارزة السلاح (التفاصيل) | إيناس بوبكري            | فردي سيف الشيش للسيدات                 | 24 يونيو          |
| مبارزة السلاح (التفاصيل) | عزة بسباس               | فردي السيف العربي للسيدات              | 25 يونيو          |
| رفع أثقال (التفاصيل)     | غفران بالخير            | 63 كغ للسيدات                          | 25 يونيو          |
| جودو (التفاصيل)          | عبد العزيز بن عمار      | 73-81 كغ للرجال                        | 28 يونيو          |
| لعبة البولينج (التفاصيل) | منى الباجي              | الرمي الدقيق في الكرة الحديدية للسيدات | 29 يونيو          |
| لعبة البولينج (التفاصيل) | منى الباجي وأسماء البلي | ثنائي الكرة الحديدية للسيدات           | 30 يونيو          |

| الرياضة               | الفائز                      | الفئة                    | التاريخ           |
| ميداليات فضية: 13     | ميداليات فضية: 13           | ميداليات فضية: 13        | ميداليات فضية: 13 |
| --------------------- | --------------------------- | ------------------------ | ----------------- |
| رفع أثقال (التفاصيل)  | نهى الأندلسي                | 58 كغ للسيدات            | 24 يونيو          |
| رفع أثقال (التفاصيل)  | رمزي بهلول                  | 85 كغ للرجال             | 26 يونيو          |
| رفع أثقال (التفاصيل)  | أيمن باشا                   | 105 كغ للرجال            | 27 يونيو          |
| كاراتيه (التفاصيل)    | نادر عزوزي                  | أقل من 60 كغ للرجال      | 24 يونيو          |
| جودو (التفاصيل)       | فرج الذويبي                 | حتى 60 كغ للرجال         | 27 يونيو          |
| جودو (التفاصيل)       | مريم البجاوي                | 57-63 كغ للسيدات         | 28 يونيو          |
| جودو (التفاصيل)       | نهال شيخ روحو               | أكثر من 78 كغ للسيدات    | 29 يونيو          |
| مصارعة (التفاصيل)     | مروى العمري                 | مصارعة حرة 62 كغ للسيدات | 27 يونيو          |
| ألعاب قوى (التفاصيل)  | عمر بن يحيى                 | 3000 متر حواجز للرجال    | 27 يونيو          |
| ألعاب قوى (التفاصيل)  | حبيبة الغريبي               | 3000 متر حواجز للسيدات   | 28 يونيو          |
| ألعاب قوى (التفاصيل)  | عبد السلام العيوني          | 1500 متر للرجال          | 29 يونيو          |
| كرة اليد (التفاصيل)   | منتخب تونس لكرة اليد        | دورة الرجال              | 1 يوليو           |
| كرة المضرب (التفاصيل) | أنيس غربال ومحمد عزيز دوغاز | ثنائي كرة المضرب للرجال  | 29 يونيو          |

| الرياضة                  | الفائز                          | الفئة                                  | التاريخ              |
| ميداليات برونزية: 13     | ميداليات برونزية: 13            | ميداليات برونزية: 13                   | ميداليات برونزية: 13 |
| ------------------------ | ------------------------------- | -------------------------------------- | -------------------- |
| رفع أثقال (التفاصيل)     | كارم بن يحيى                    | 69 كغ للرجال                           | 24 يونيو             |
| رفع أثقال (التفاصيل)     | كارم بن يحيى                    | 69 كغ للرجال                           | 24 يونيو             |
| رفع أثقال (التفاصيل)     | غفران بالخير                    | 63 كغ للسيدات                          | 25 يونيو             |
| رفع أثقال (التفاصيل)     | رمزي بهلول                      | 85 كغ للرجال                           | 26 يونيو             |
| جودو (التفاصيل)          | غفران الخليفي                   | 52 كغ - 57 كغ للسيدات                  | 27 يونيو             |
| جودو (التفاصيل)          | فيصل جاب الله                   | أكثر من 100 كغ للرجال                  | 29 يونيو             |
| لعبة البولينج (التفاصيل) | أسماء البلي                     | الرمي الدقيق في الكرة الحديدية للسيدات | 29 يونيو             |
| لعبة البولينج (التفاصيل) | مجدي الهمامي ومحمد خالد بوقريبة | ثنائي الكرة الحديدية للرجال            | 30 يونيو             |
| ملاكمة (التفاصيل)        | بلال محمدي                      | أقل من 56 كغ للرجال                    | 29 يونيو             |
| ملاكمة (التفاصيل)        | علاء السهيلي                    | أقل من 60 كغ للرجال                    | 29 يونيو             |
| ملاكمة (التفاصيل)        | أحمد طباعي                      | أقل من 69 كغ للرجال                    | 29 يونيو             |
| تايكوندو (التفاصيل)      | هادي النفاتي                    | أقل من 58 كغ للرجال                    | 29 يونيو             |
| ألعاب قوى (التفاصيل)     | زياد عزيزي                      | 400 متر حواجز للرجال                   | 29 يونيو             |

## الرياضات

### كرة اليد
الدور التمهيدي
المجموعة A
| الفريق       | لعب | ف | ت | خ | له | عليه | فرق | نقاط |
| ------------ | --- | - | - | - | -- | ---- | --- | ---- |
| تونس         | 2   | 2 | 0 | 0 | 73 | 57   | +16 | 4    |
| سلوفينيا     | 2   | 1 | 0 | 1 | 70 | 60   | +10 | 2    |
| الجبل الأسود | 2   | 0 | 0 | 2 | 56 | 81   | −25 | 0    |

| 23 يونيو 2018 | سلوفينيا | 41–28 | الجبل الأسود | بالاو دي إسبورتس كاتالونيا, طراغونة |
| 23 يونيو 2018 |          |       |              | بالاو دي إسبورتس كاتالونيا, طراغونة |
| 23 يونيو 2018 |          |       |              | بالاو دي إسبورتس كاتالونيا, طراغونة |

| 24 يونيو 2018 | سلوفينيا | 29–33 | تونس | بالاو دي إسبورتس كاتالونيا, طراغونة |
| 24 يونيو 2018 |          |       |      | بالاو دي إسبورتس كاتالونيا, طراغونة |
| 24 يونيو 2018 |          |       |      | بالاو دي إسبورتس كاتالونيا, طراغونة |

| 25 يونيو 2018 | الجبل الأسود | 28–40 | تونس | بالاو دي إسبورتس كاتالونيا, طراغونة |
| 25 يونيو 2018 |              |       |      | بالاو دي إسبورتس كاتالونيا, طراغونة |
| 25 يونيو 2018 |              |       |      | بالاو دي إسبورتس كاتالونيا, طراغونة |

ربع النهائي
| 27 يونيو 2018 | تونس | 30–25 | الجزائر | بالاو دي إسبورتس كاتالونيا, طراغونة |
| 27 يونيو 2018 |      |       |         | بالاو دي إسبورتس كاتالونيا, طراغونة |
| 27 يونيو 2018 |      |       |         | بالاو دي إسبورتس كاتالونيا, طراغونة |

نصف النهائي
| 29 يونيو 2018 | تونس | 21-28 | تركيا | بالاو دي إسبورتس كاتالونيا, طراغونة |
| 29 يونيو 2018 |      |       |       | بالاو دي إسبورتس كاتالونيا, طراغونة |
| 29 يونيو 2018 |      |       |       | بالاو دي إسبورتس كاتالونيا, طراغونة |

النهائي
| 1 يوليو 2018 | تونس | 23 - 24 | كرواتيا | بالاو دي إسبورتس كاتالونيا, طراغونة |
| 1 يوليو 2018 |      |         |         | بالاو دي إسبورتس كاتالونيا, طراغونة |
| 1 يوليو 2018 |      |         |         | بالاو دي إسبورتس كاتالونيا, طراغونة |

### الكرة الطائرة
الدور التمهيدي
المجموعة D
|         |         |      | المباريات | المباريات | النقاط | النقاط | النقاط | الأشواط | الأشواط | الأشواط |
| الترتيب | الفريق  | نقاط | فوز       | خسارة     | له     | عليه   | المعدل | له      | عليه    | المعدل  |
| ------- | ------- | ---- | --------- | --------- | ------ | ------ | ------ | ------- | ------- | ------- |
| 1       | تركيا   | 4    | 2         | 0         | 189    | 149    | 1.268  | 6       | 2       | 3.000   |
| 2       | تونس    | 3    | 1         | 1         | 181    | 172    | 1.052  | 5       | 3       | 1.667   |
| 3       | ألبانيا | 2    | 0         | 2         | 98     | 150    | 0.653  | 0       | 6       | 0.000   |

| التاريخ                          |         | النتيجة |         | الشوط 1 | الشوط 2 | الشوط 3 | الشوط 4 | الشوط 5 | المجموع |
| -------------------------------- | ------- | ------- | ------- | ------- | ------- | ------- | ------- | ------- | ------- |
| 22 يونيو 10:30 تراكو أرينا بلازا | تونس    | 3–0     | ألبانيا | 25–17   | 25–19   | 25–19   |         |         | 75–55   |
| 23 يونيو 16:00 تراكو أرينا بلازا | ألبانيا | 0–3     | تركيا   | 22–25   | 4–25    | 17–25   |         |         | 43–75   |
| 24 يونيو 19:00 تراكو أرينا بلازا | تركيا   | 3–2     | تونس    | 25–19   | 21–25   | 25–18   | 28–30   | 15–12   | 114–104 |

ربع النهائي
| التاريخ                          |         | النتيجة |      | الشوط 1 | الشوط 2 | الشوط 3 | الشوط 4 | الشوط 5 | المجموع |
| -------------------------------- | ------- | ------- | ---- | ------- | ------- | ------- | ------- | ------- | ------- |
| 27 يونيو 19:00 تراكو أرينا بلازا | إسبانيا | 3–0     | تونس | 25–22   | 25–23   | 25–18   |         |         | 75–63   |

المراكز من 5 إلى 8
| التاريخ                          |      | النتيجة |       | الشوط 1 | الشوط 2 | الشوط 3 | الشوط 4 | الشوط 5 | المجموع |
| -------------------------------- | ---- | ------- | ----- | ------- | ------- | ------- | ------- | ------- | ------- |
| 29 يونيو 13:00 تراكو أرينا بلازا | تونس | 3–1     | فرنسا | 25–21   | 25–20   | 23–25   | 25-23   |         | 98–89   |

المراكز من 5 إلى 6
| التاريخ                          |         | النتيجة |      | الشوط 1 | الشوط 2 | الشوط 3 | الشوط 4 | الشوط 5 | المجموع |
| -------------------------------- | ------- | ------- | ---- | ------- | ------- | ------- | ------- | ------- | ------- |
| 30 يونيو 13:00 تراكو أرينا بلازا | كرواتيا | 3–1     | تونس | 28–26   | 21–25   | 25–22   | 23-25   |         | 99–96   |

## مقالات ذات صلة
- تونس في الألعاب المتوسطية

## روابط خارجية
- الموقع الرسمي لألعاب البحر الأبيض المتوسط 2018.
- صفحة تونس على الموقع الرسمي لألعاب 2018.